# Міст Багратіон
Міст «Багратіон» (рос. Мост «Багратион») — торгово-пішохідний міст в Москві через річку Москва в складі споруджуваного комплексу Москва-Сіті, відкритий в 1997 році. Названий на честь князя Петра Багратіона, полководця війни 1812 року, який помер в результаті поранення на Бородінському полі.

## Опис
Міст, що з'єднує Краснопресненську набережну з набережною Тараса Шевченка, був відкритий у вересні 1997 року до святкування 850-річчя Москви. Споруджений зі скла і бетону за проектом архітектора Бориса Тхора, конструктор Володимир Трауш. Довжина моста — 214 м, ширина — 16 м, висота над рівнем річки — 14 м.
Складається з двох рівнів: нижній становить собою засклену на всьому протязі криту галерею, верхній засклений частково, на ньому знаходиться відкрита оглядовий майданчик. Для зручності пішохідного руху на нижньому рівні встановлені горизонтальні «траволатори». На мосту розташовані торгові павільйони.
З боку Краснопресненської набережної вестибюль моста з'єднаний з виходом станції метро «Виставкова» (на цій стороні на набережній знаходиться однойменний теплохідний причал), з боку набережної Тараса Шевченка суміщений з «Вежею-2000», далі проходить алея до Кутузовського проспекту, на якій споруджений пам'ятник П. І. Багратіона.
9 жовтня 2004 року у вестибюлі моста на Краснопресненській набережній відкрилася скульптурна композиція Ернста Невідомого «Древо життя».

## Режим роботи
«Багратіон» в режимі пішохідного моста працює по парних днях з 5:35 до 2:00, по непарних — з 5:25 до 2:00. Шлях зі станції «Виставкова» працює з 7:30 до 23:30.
На мосту заборонено переміщення на роликових ковзанах.

## Входи
- Вхід з вежі на набережній: коло що обертається і дві бічні двері.
- Вестибюль моста в Сіті: шлях до підземного вестибюля метро, два дверних шлюзи у 2 ряди по 4 дверей кожен (під кутом 60 ° і 120 °) і ескалатор на основний рівень моста.

Резервні входи:
- Прохід на сходи з боку муніципальної парковки з неробочої сторони тротуару Краснопресненської набережної. Найчастіше закритий знизу, але відкритий зверху, як основний використовувався тільки з 10:00 до 16:00 10 вересня 2005 року.
- З боку Набережної Тараса Шевченка, ближче до Кутузовського проспекту — є обхідний шлях з 2 + 3 ескалаторами і службовими приміщеннями.